# امباکورت
امباکورت (به فرانسوی: Ambacourt) یک کمون در فرانسه است که در Canton of Mirecourt واقع شده‌است.

## خصوصیات
امباکورت ۶٫۷۶ کیلومترمربع مساحت و ۲۸۶ نفر جمعیت دارد و ۲۶۰ متر بالاتر از سطح دریا واقع شده‌است.